# Bromure de thionyle
Le bromure de thionyle est un composé chimique de formule SOBr2. Il est moins stable et moins utilisé que le chlorure de thionyle SOCl2. La molécule présente une géométrie pyramidale trigonale. Il s'agit d'un liquide jaune orangé à l'odeur âcre qui se décompose lentement au repos en dioxyde de soufre SO2, brome Br2 et dibromure de disoufre S2Br2, en virant progressivement au rouge. Il est très sensible à l'humidité ainsi qu'à l'élévation de la température. Il s'hydrolyse rapidement au contact de l'eau pour former du dioxyde de soufre et du bromure d'hydrogène HBr, à effet lacrymogène :
SOBr2 + H2O → SO2 + 2 HBr.
On peut obtenir le bromure de thionyle en faisant réagir du chlorure de thionyle SOCl2 avec du bromure d'hydrogène HBr ou du bromure de potassium KBr :
SOCl2 + 2 HBr → SOBr2 + 2 HCl.
Cette réaction convertit un acide fort en acide plus faible. On peut également obtenir du bromure de thionyle en faisant réagir du dioxyde de soufre SO2 avec du brome Br2 en présence de trichlorure de phosphore PCl3.
Le bromure de thionyle convertit les alcools en bromures d'alkyle (bromoalcanes). Il peut être utilisé pour la bromation de certains carbonyles α,β-insaturés.